# Subtalamo
Il subtalamo è una parte  del diencefalo che si trova fra il mesencefalo e il talamo. Funzionalmente ingloba anche il globus pallidus che è topograficamente parte del telencefalo.

## Anatomia
Durante lo sviluppo il subtalamo è in continuità con l'ipotalamo ma è separato da esso per mezzo di fibre di sostanza bianca derivanti principalmente dalla capsula interna. È una porzione ventrale del diencefalo: dopo la nascita infatti il subtalamo viene a trovarsi al di sotto del talamo, da ciò il nome. Si trova inoltre in posizione dorsolaterale rispetto all'ipotalamo, nel punto di passaggio fra diencefalo e mesencefalo.

### Costituzione esterna
Il subtalamo è delimitato:
- Inferiormente: dalla calotta del mesencefalo
- Superiormente: dai nuclei ventrali del talamo
- Medialmente: dalla parte laterale dell'ipotalamo
- Lateralmente: dai nuclei della base
- Caudalmente: è separato dal talamo dalla zona limitans intertalamica

### Costituzione interna
Il subtalamo presenta vari nuclei di sostanza grigia e sostanza bianca.
- Nucleo subtalamico di Luys: fa parte dei nuclei della base. Presenta il fascicolo lenticolare (campo H2 del Forel), che lo separa dalla zona incerta, e l'ansa lenticolare, che lo separa dalla capsula interna
- Zona incerta
- Nucleo dell'area tegmentale
- Nucleo dell'ansa lenticolare

## Rapporti
Il subtalamo mostra efferenze con lo striato (nucleo caudato e putamen) nel telencefalo, con il talamo dorsale (gruppi nucleari mediali e laterali) nel diencefalo e con il nucleo rosso e la sostanza nera nel mesencefalo. Riceve afferenze dalla sostanza nera e dallo striato.